# 圣奥尔切塞
圣奥尔切塞（義大利語：Sant'Olcese），是意大利热那亚省的一个市镇。总面积21.9平方公里，人口5932人，人口密度270.9人/平方公里（2009年）。ISTAT代码为010055。

## 友好城市
- 西班牙马尔托雷利亚斯 2002年